# Naso unicornis
El pez unicornio de nariz corta o pez unicornio de aguijón azul (Naso unicornis) es un pez de la familia de los acantúridos.
Esta especie está distribuida ampliamente por el océano Indo-Pacífico, y es común y abundante en parte de su rango. Es pescada para consumo humano en la mayor parte de su rango de distribución. Según datos de la FAO, la producción de captura del año 2007 en Arabia Saudí alcanzó las 195 toneladas.

## Morfología
Tiene el cuerpo en forma oval, comprimido lateralmente. Los ejemplares adultos poseen un cuerno óseo que sobresale en la parte superior de la cabeza, entre los ojos. Ese cuerno (rostrum) está más desarrollado en los machos. En el pedúnculo caudal tiene dos manchas azules sobre sendas placas óseas, a cada lado, que contienen una espina defensiva cada una.
La coloración es marrón oliváceo, mutando a azul grisáceo según su actitud y/o el medio ambiente. Los juveniles tienen la aleta caudal asurcada, y con el margen de color blanco azulado; los adultos desarrollan filamentos en cada esquina de la caudal. Las aletas dorsal y anal son amarillentas con estrechas rayas azules
La longitud habitual de los adultos es de unos 50 cm. Pero puede llegar a alcanzar unos 70, sobre todo en el caso de los machos.
Cantidades de espinas y radios de las aletas:
- Espinas dorsales: 6

- Radios blandos dorsales: 27 a 30

- Espinas anales: 2

- Radios blandos anales: 27 a 30

## Hábitat
Habita canales, fosas, lagunas y arrecifes hacia mar abierto con fuertes corrientes. Los ejemplares juveniles tienden a habitar en aguas someras y resguardadas, en bahías y desembarcaderos.
Algunos de esos arrecifes están sometidos a fuertes marejadas. También es bentopelágico.
Es un pez de arrecife, que habita en aguas entre 1 y 80 m de profundidad, y a temperaturas entre 26 y 29º, aunque se registran hasta los 1000 m de profundidad y a temperaturas de 6.36 °C.

## Distribución
Vive en zonas tropicales de fuertes corrientes. Su área de distribución se extiende desde el paralelo 35°N hasta el 33°S, y comprende la Región Indopacífica, desde el Mar Rojo y el África Oriental hasta las Islas Hawái, las Marquesas y el Archipiélago Tuamotu; y desde el sur del Japón hasta Rapa y la Isla de Lord Howe. Su posible presencia en Somalia requiere confirmación.

## Ecología
Es sobre todo diurno. Ocurre normalmente en pequeños grupos, ocasionalmente solo, en pareja o, en raras ocasiones, formando bancos. Está sometido a cambios de hábitat ontogénicos, desplazándose de las juveniles áreas protegidas y soleadas, hacia zonas más profundas y expuestas del arrecife cuando alcanza los 12 cm.

## Alimentación
Se alimenta de algas pardas gruesas, como los sargazos, las Turbinaria, Laurencia, Jania y las Dictyota, así como de zooplancton gelatinoso.

## Reproducción
Alcanzan la madurez sexual entre 4 y 7 años, con tallas entre 26 y 37 cm. Cuando un macho adulto se encuentra cerca de una hembra adulta, cambia de color los labios, el dorso y las aletas para llamar su atención. Excluyendo este cambio de coloración del cortejo, el dimorfismo sexual más evidente es el mayor tamaño de las cuchillas del pedúnculo caudal de los machos.
Son dióicos, de fertilización externa y no cuidan a sus crías. Desovan en parejas. También se han visto grandes agregaciones de desove en la Gran Barrera de Arrecifes australiana.
Las grandes larvas pelágicas deambulan en un entorno pelágico durante 90 días.
La edad máxima reportada es de 58 años.

## Galería de imágenes

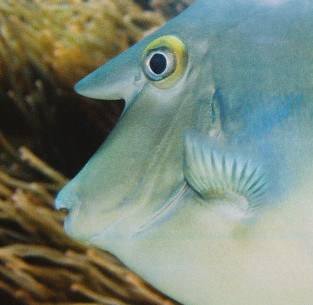
Detalle de la cabeza y cuerno.
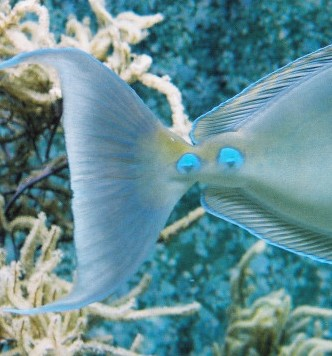
Detalle de las espinas defensivas.
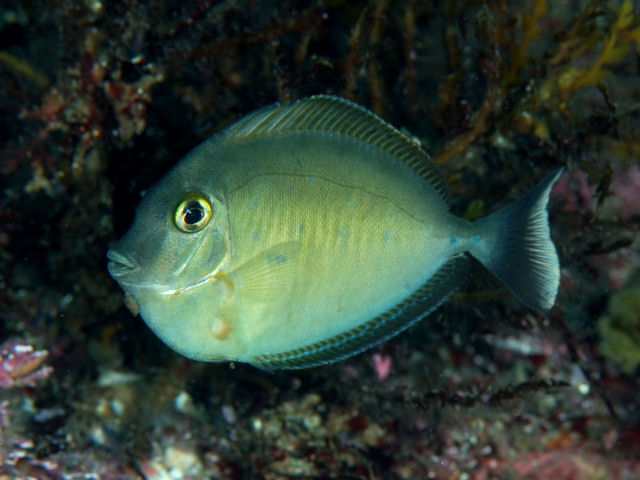
Ejemplar juvenil.
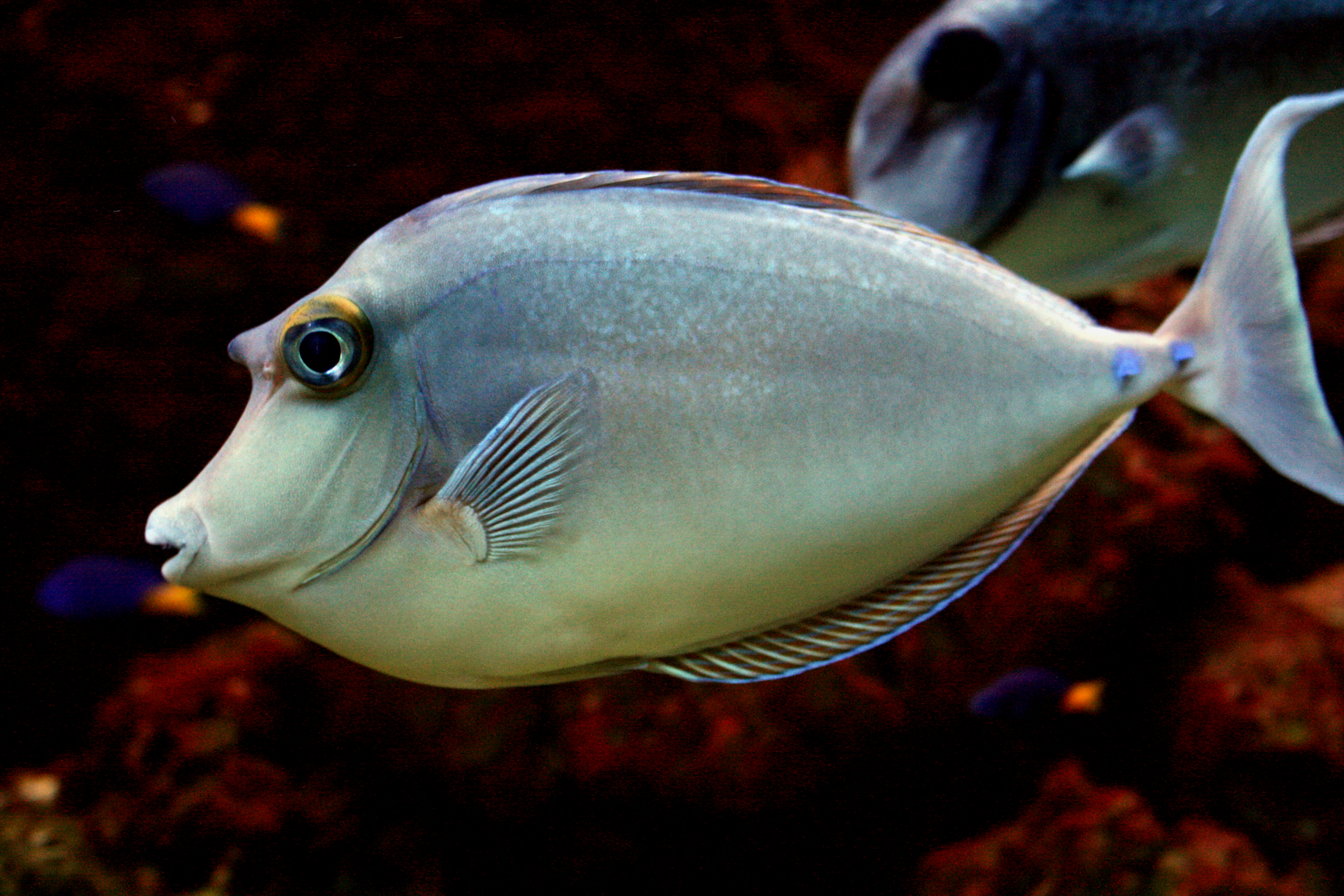
Ejemplar subadulto con el cuerno incipiente.
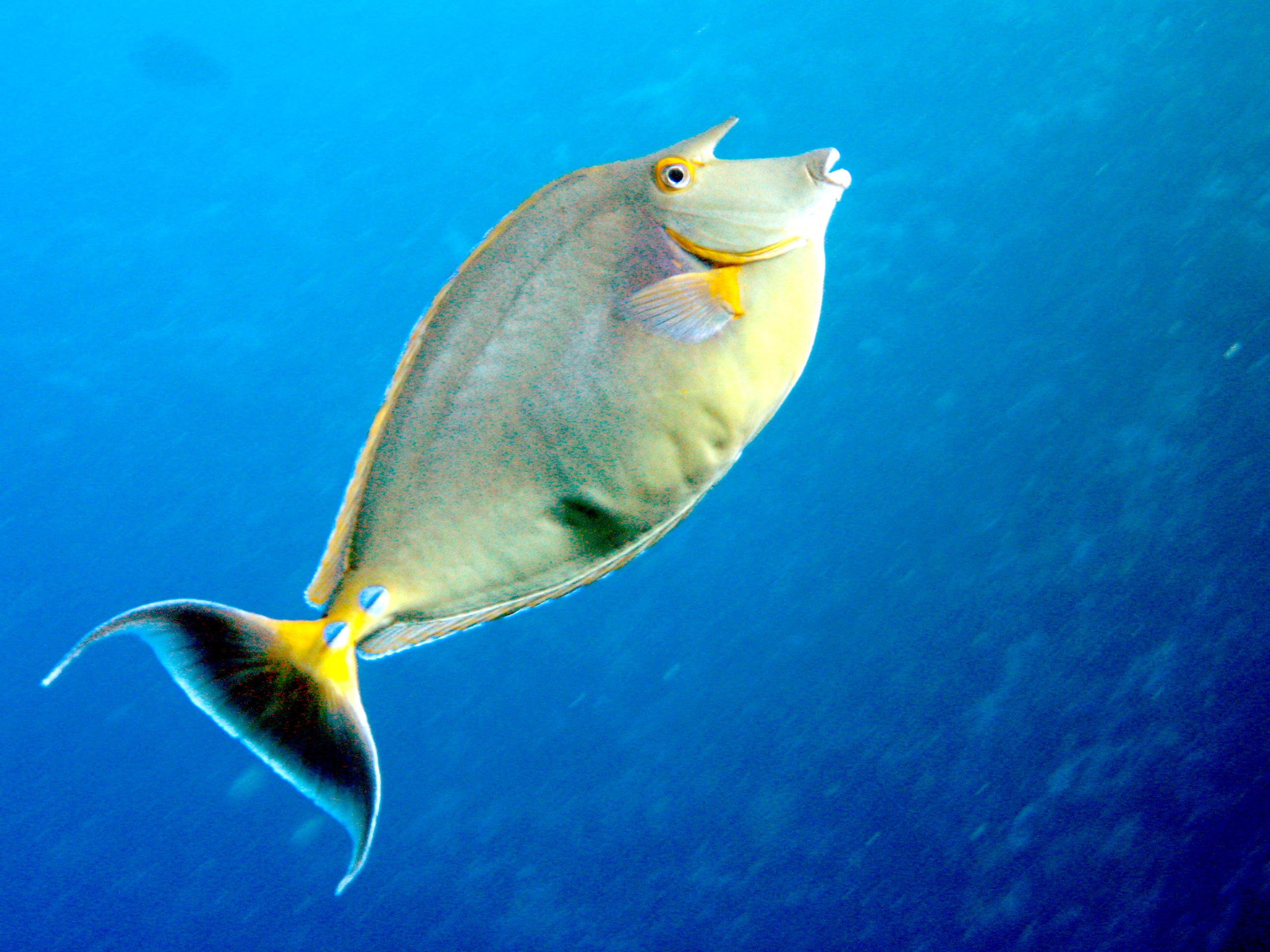
Ejemplar adulto en Port Ghalib, Egipto.
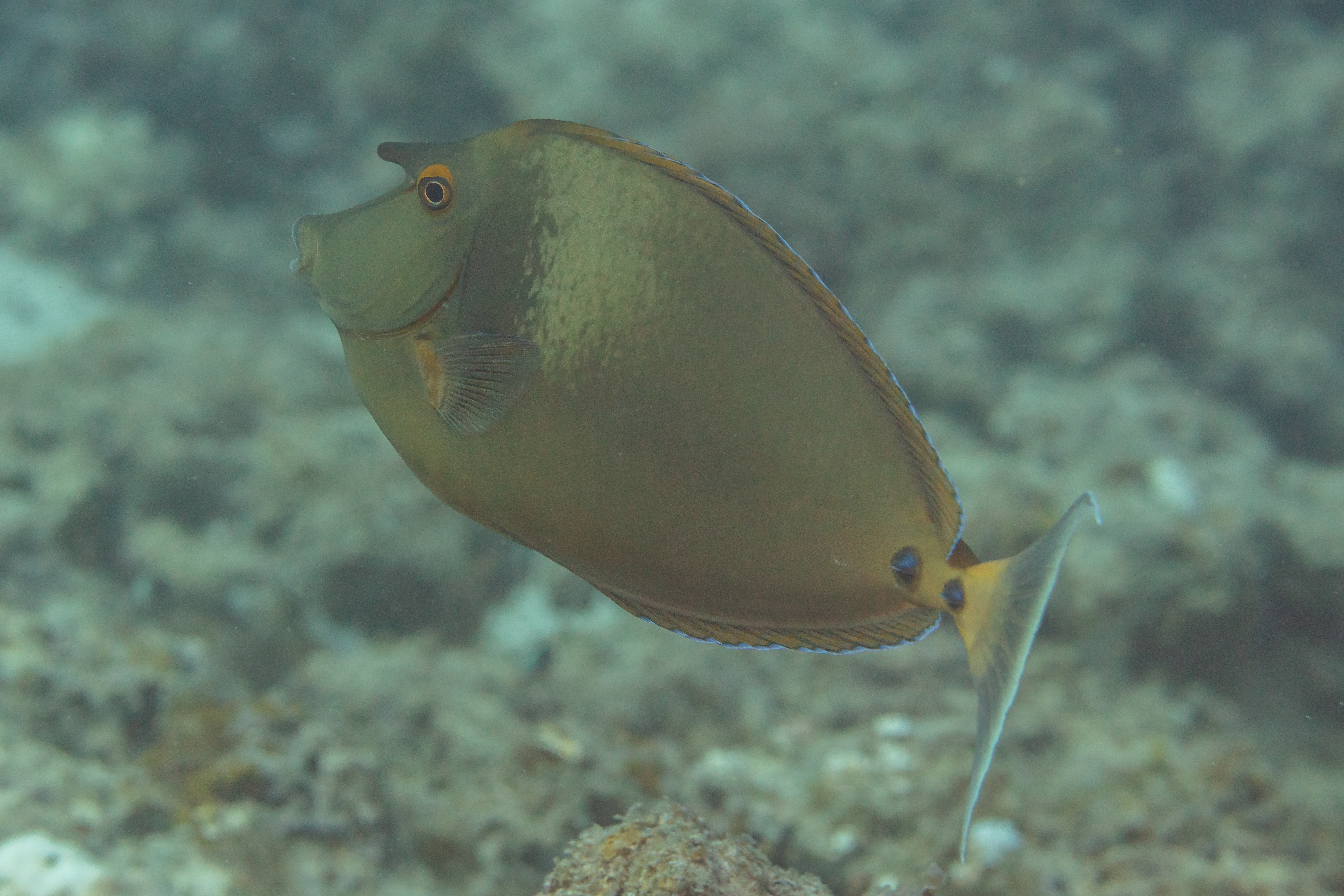
Ejemplar en Zanzíbar, Tanzania.
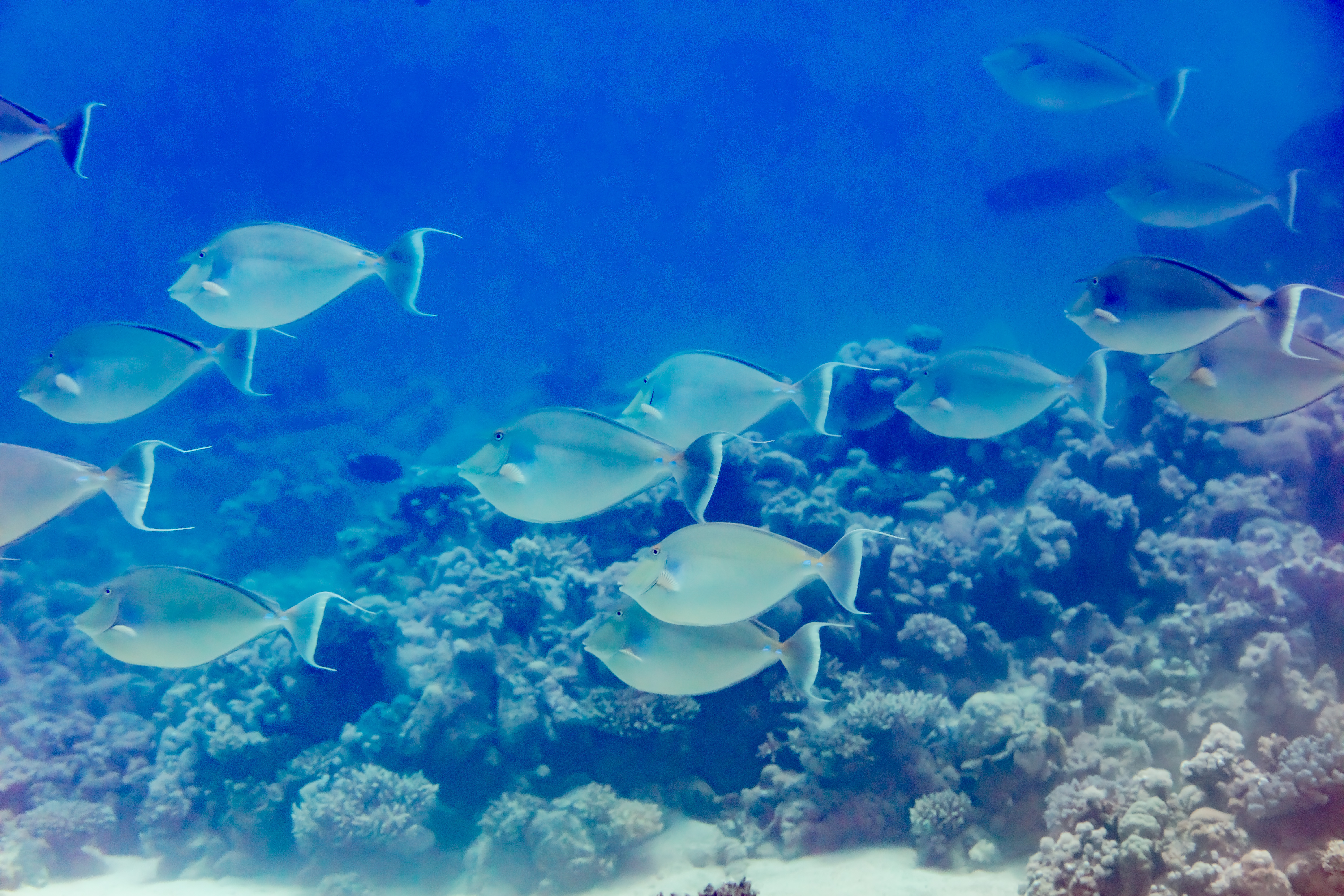
Grupo en el mar Rojo.